# Gigantengrab Su Monte de s’Ape
Koordinaten: 40° 52′ 32,4″ N, 9° 29′ 2,5″ O
Das Gigantengrab Su Monte de s’Ape (auch Su Monte ’e S’Abe) liegt in Terranoa, südwestlich des Flughafens Olbia - Costa Smeralda in der Provinz Nord-Est Sardegna in der Gallura auf Sardinien. Die in Sardu „Tumbas de los zigantes“ und (italienisch Tombe dei Giganti – plur.) genannten Bauten sind die größten pränuraghischen Kultanlagen Sardiniens und zählen europaweit zu den spätesten Megalithanlagen. Die 321 bekannten Gigantengräber sind Monumente der bronzezeitlichen Bonnanaro-Kultur (2.200–1.600 v. Chr.), die Vorläuferkultur der Nuraghenkultur ist.

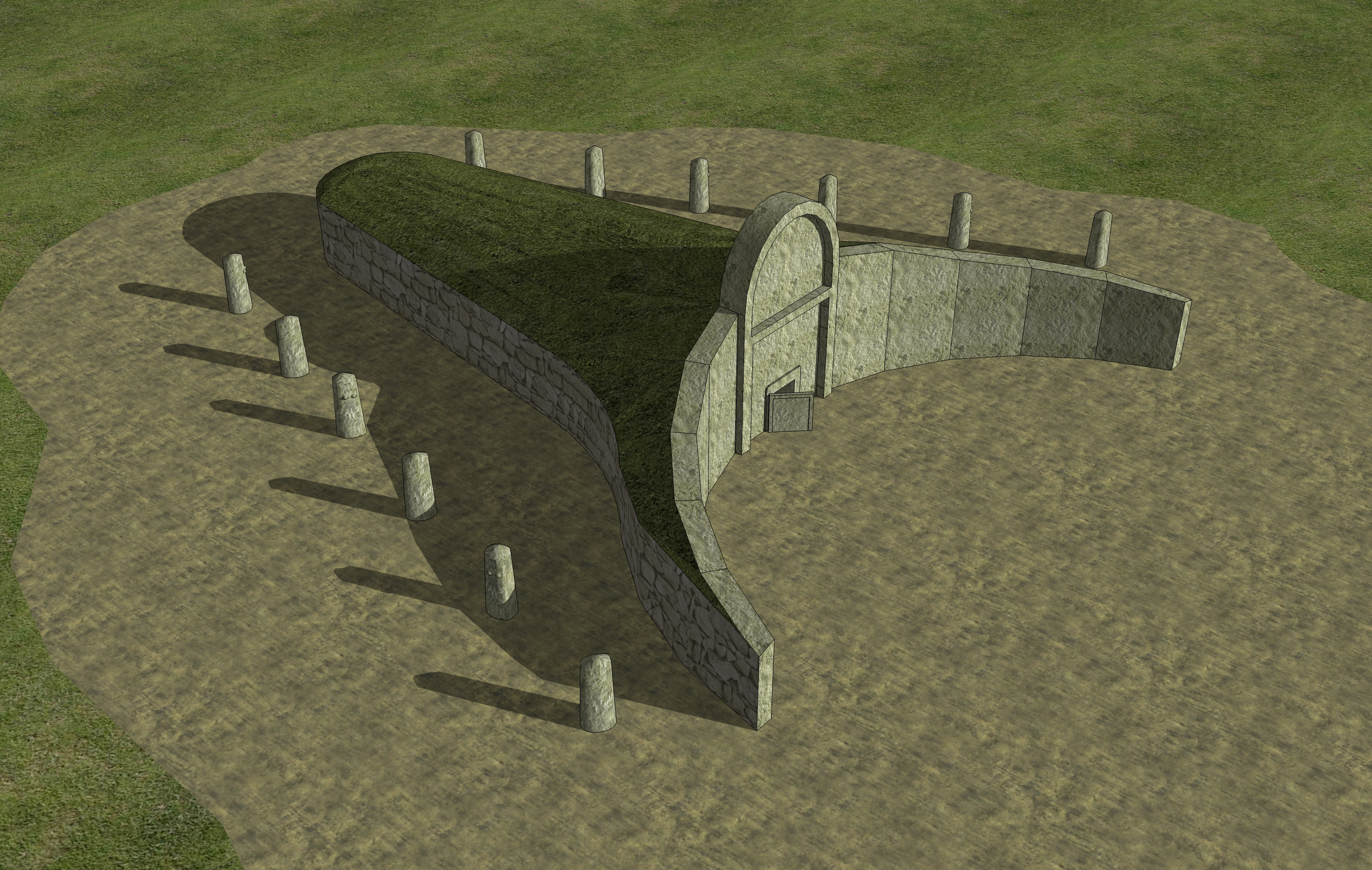
Modell mit Portalstelen-Exedra

## Typenfolge
Baulich treten Gigantengräber in zwei Varianten auf. Die Anlagen mit Portalstelen und Exedra gehören zum älteren Typ. Bei späteren Anlagen besteht die Exedra statt aus einer in der Mitte deutlich erhöhten Quaderfassade aus bearbeiteten und geschichteten Steinblöcken. Das Gigantengrab Su Monte de s’Ape ist eine Anlage des älteren Typs (mit Portalstele).

Su Monte de s’Ape
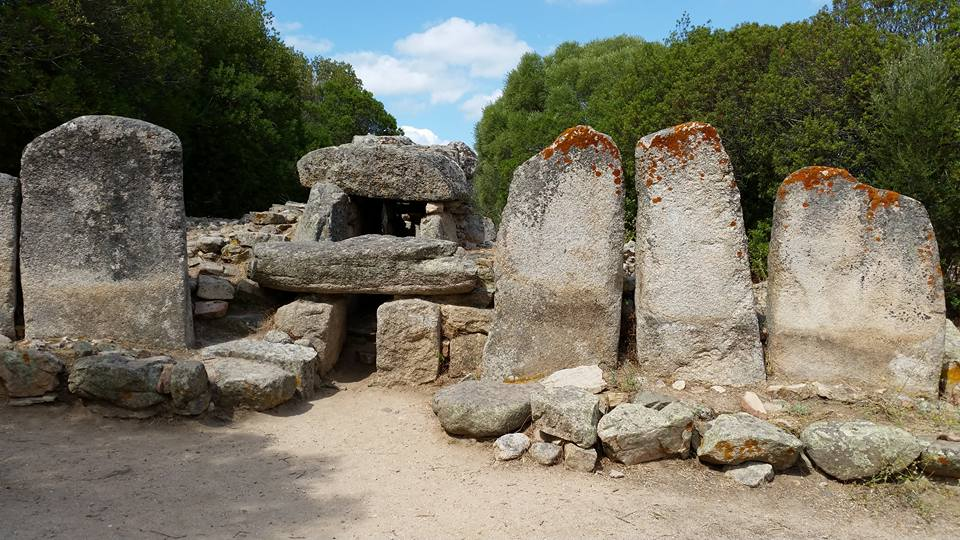
Su Monte de s’Ape – Die zentrale Stele fehlt, hinter dem kurzer Gang, (erhöht) die Kammer
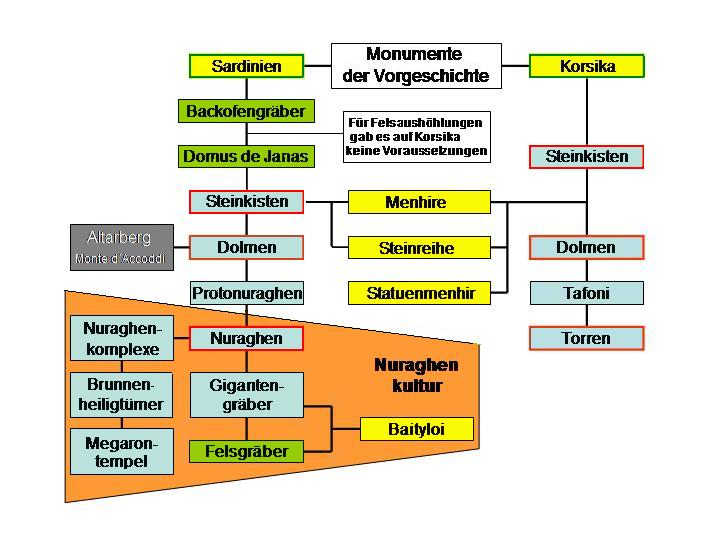
Typenfolge sardischer Megalithen
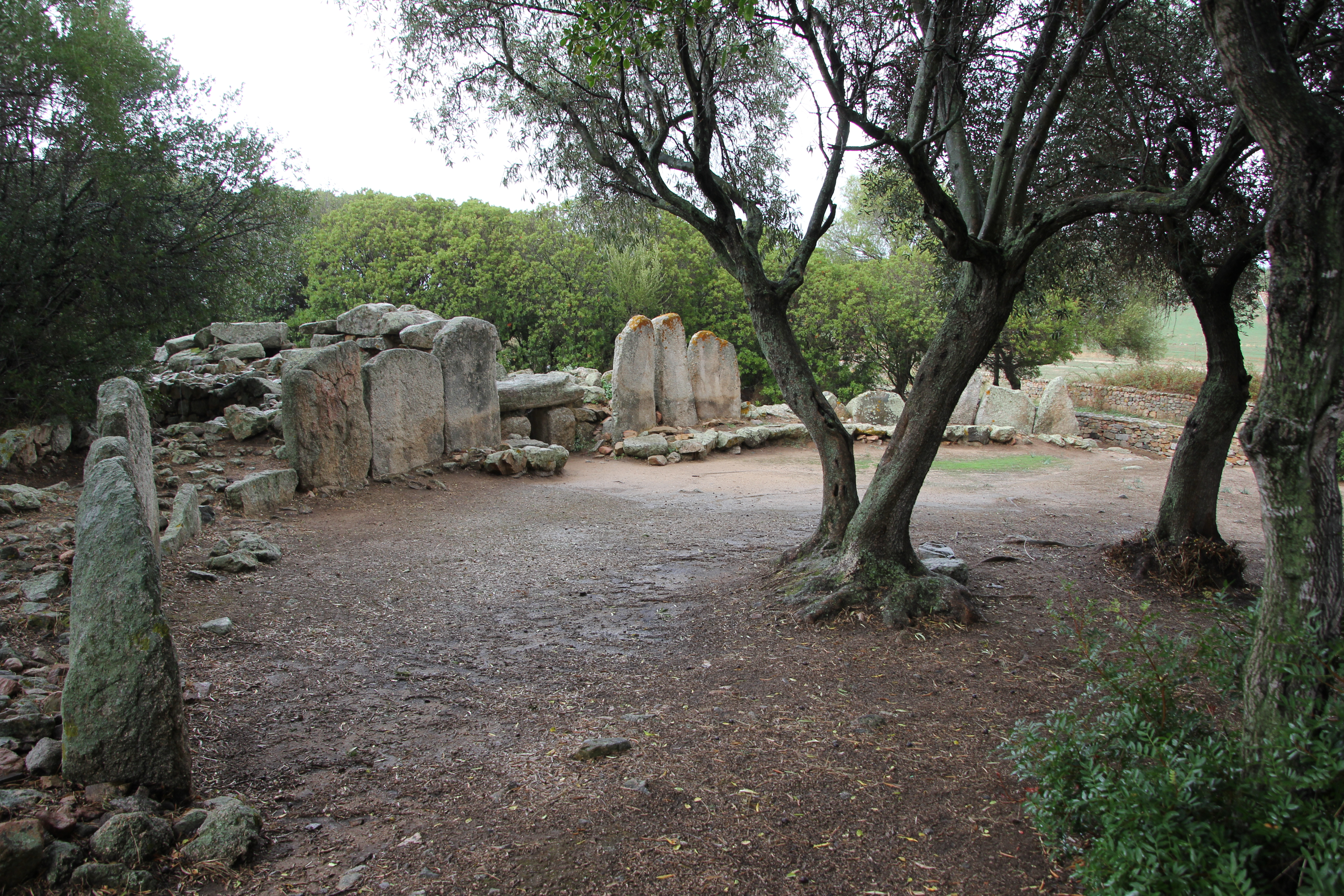
Exedra
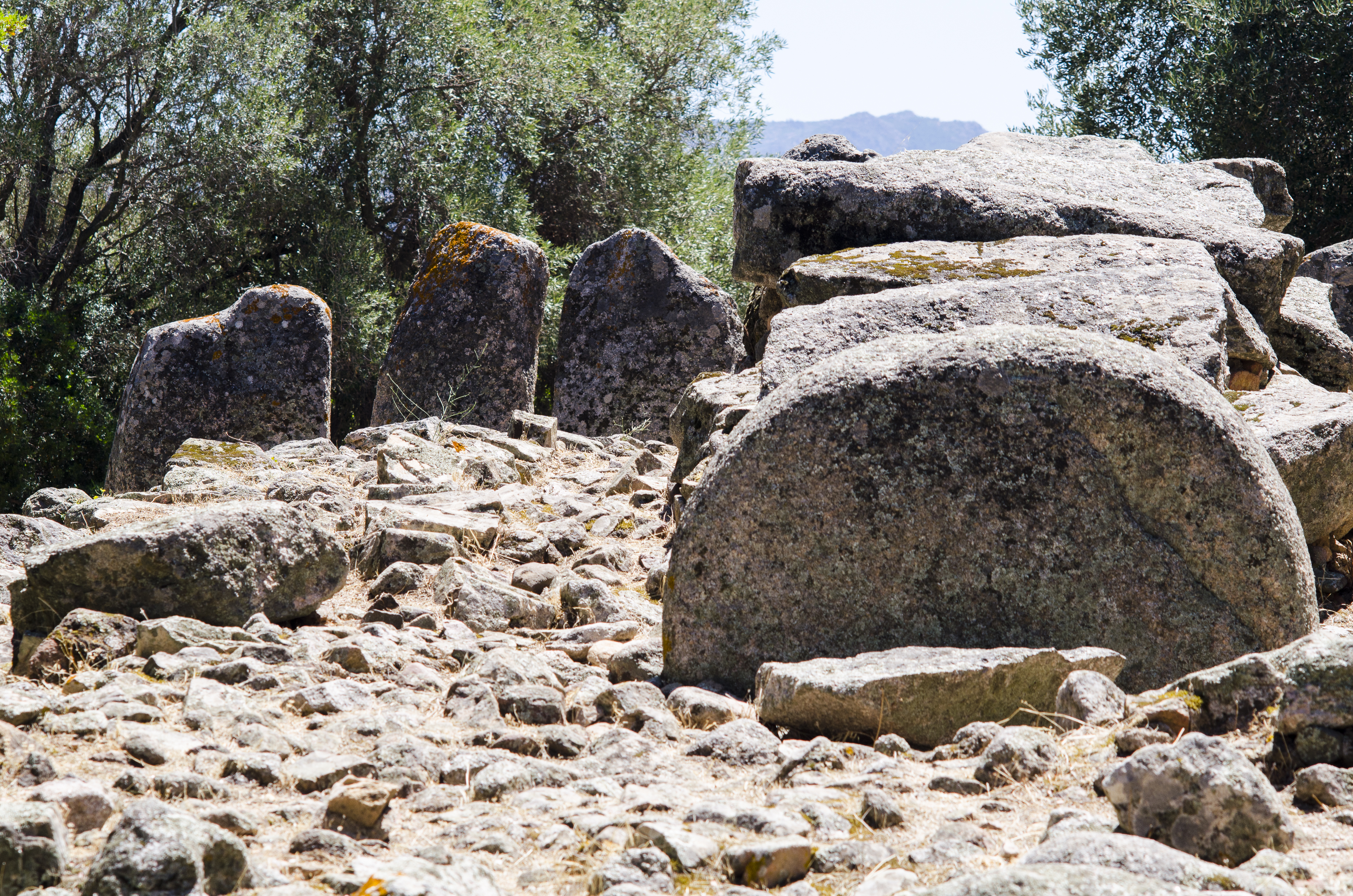
Kammerende von Su Monte de s’Ape

## Beschreibung
An der Frontseite ist die Megalithanlage durch die Exedra, einen Halbkreis hoher aufgerichteter Steine, begrenzt. In deren Mitte befand sich eine Granitstele, an deren Fuß sich eine kleine Öffnung befand, die als Zugang zur Kammer dient. Diese nur teilweise erhaltene Stele und drei andere, der einst zehn Steine der Exedra sind nicht mehr vorhanden, während die Kammer und ihre Umbauten nahezu komplett sind.
Die etwa 28,0 m lange und sechs Meter breite Anlage ist eine der größten der Insel. Die zehn Meter lange Kammer des Monuments stammt aus der bronzezeitlichen Bonnanaro-Kultur (1800–1500 v. Chr.). Sie besteht aus nicht besonders gut verarbeiteten Steinen. Auch einige Deckenplatten stammen aus dieser Zeit. Während der Nuraghenepoche (ab 1500 v. Chr.) wurde der Bau mit neuen architektonischen Elementen versehen. Die Fassade und die Kammerverkleidung stammen wohl aus dieser Epoche. Das 1968 restaurierte Monument war im Kammerbereich wahrscheinlich mit einem Hügel aus Erde und Steinen bedeckt.
In unmittelbarer Nähe liegt das Castello Pedres(e) von 1296. Etwas entfernter befindet sich die Villa Romana S’Imbalconadu.